# 大迈阿密犹太人联合会大屠杀纪念馆
大迈阿密犹太人联合会大屠杀纪念馆（Holocaust Memorial of the Greater Miami Jewish Federation）是一座犹太人大屠杀（1933-1945年）纪念馆，位于美国佛罗里达州迈阿密海滩Meridian Avenue。1984年由大屠杀幸存者委员会构想，1985 年正式成立非营利组织大屠杀纪念委员会。
纪念馆于1990年2月4 日星期日开幕，诺贝尔奖获得者埃利·维瑟尔 作为嘉宾演讲嘉宾出席了颁奖典礼。迈阿密检察官和大屠杀幸存者 Andrew C. Hall 担任主席。

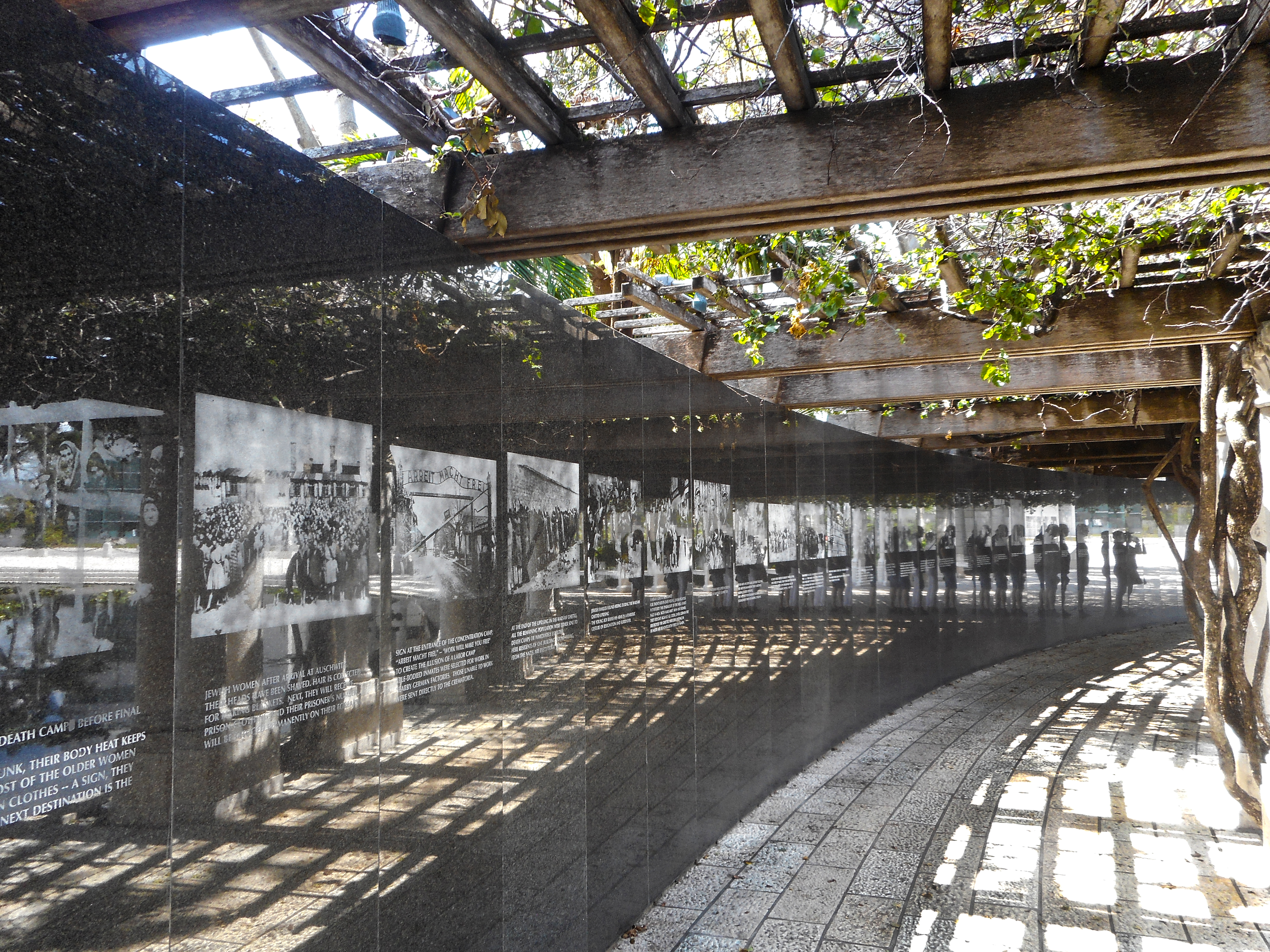
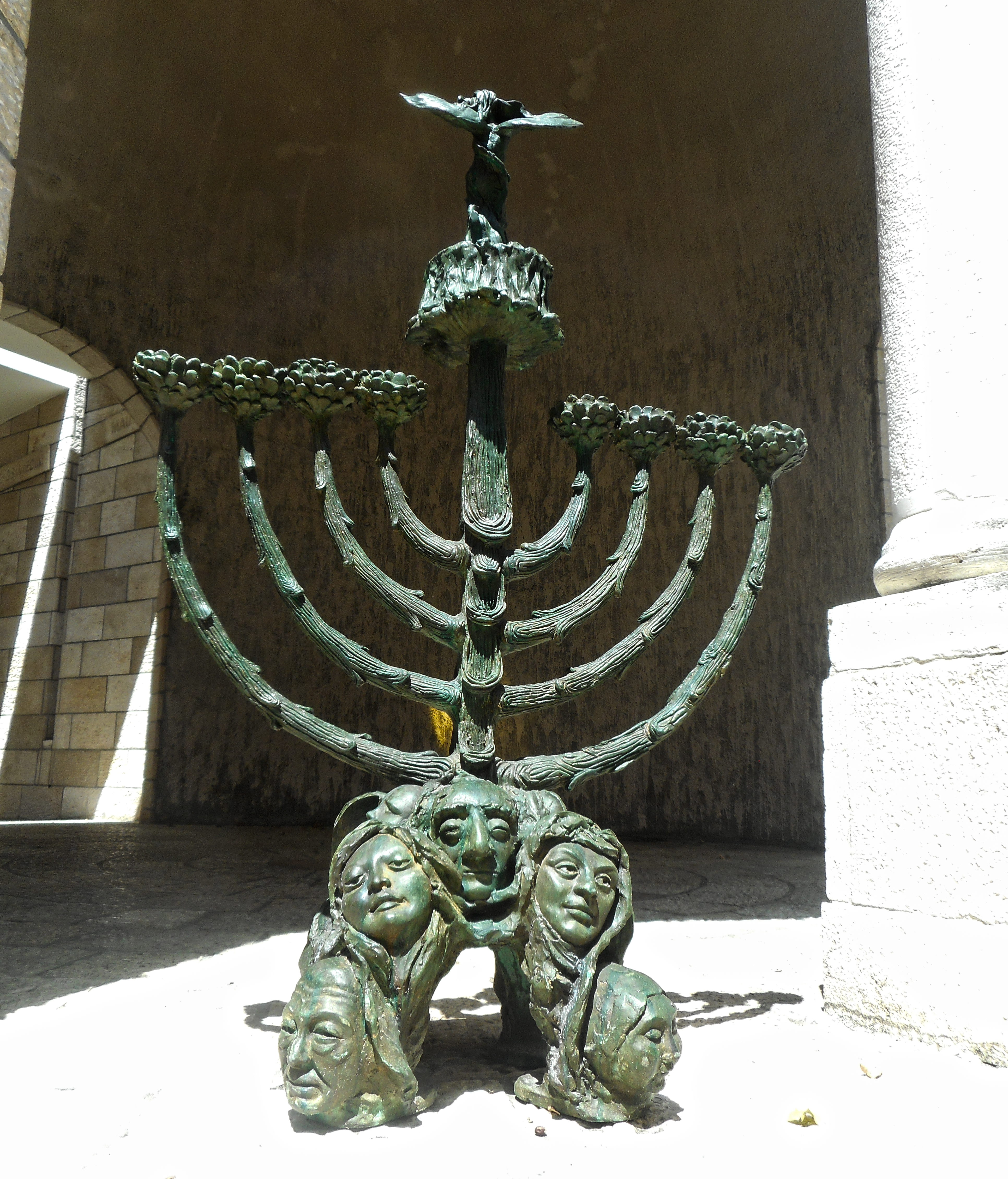
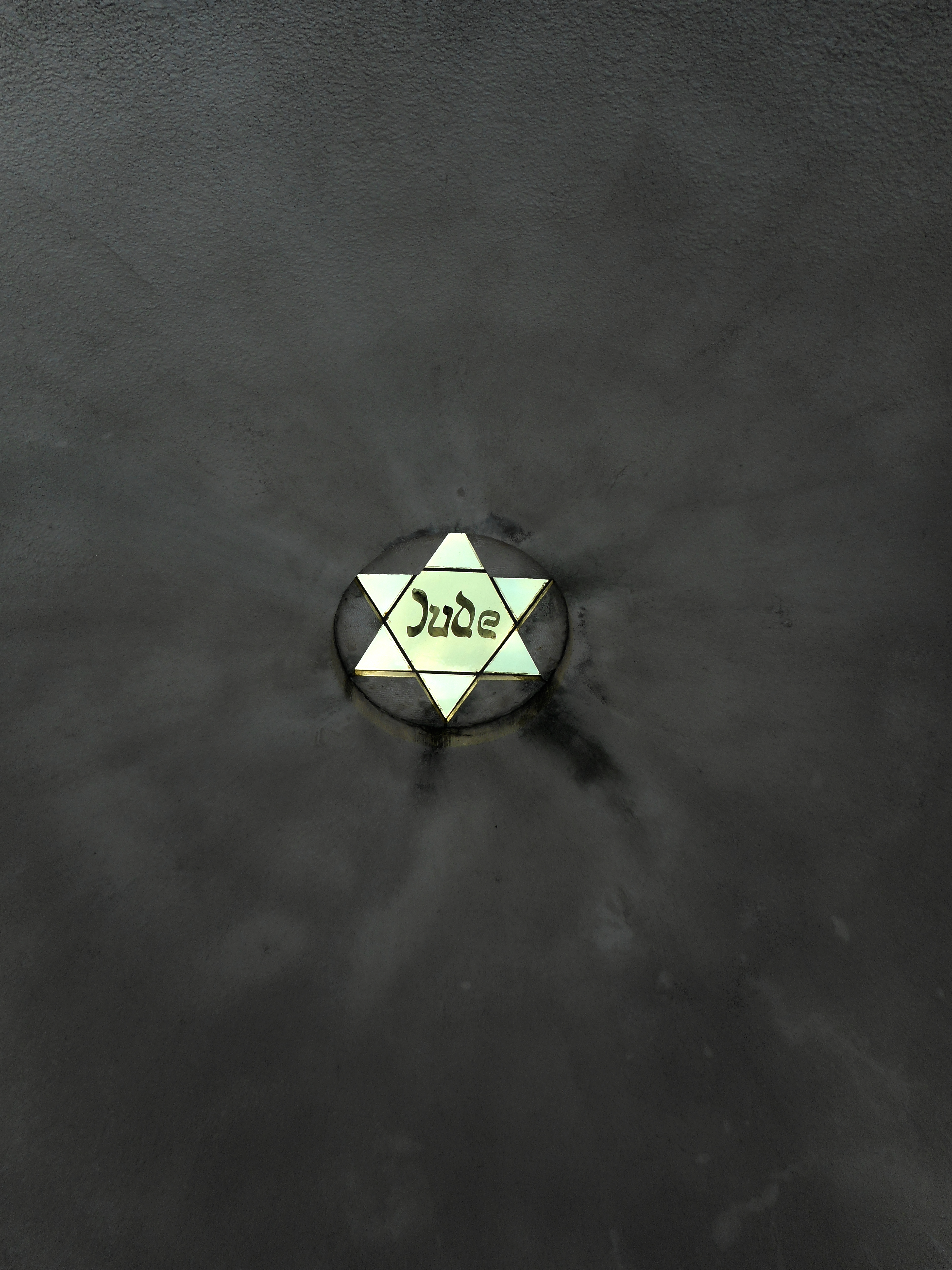
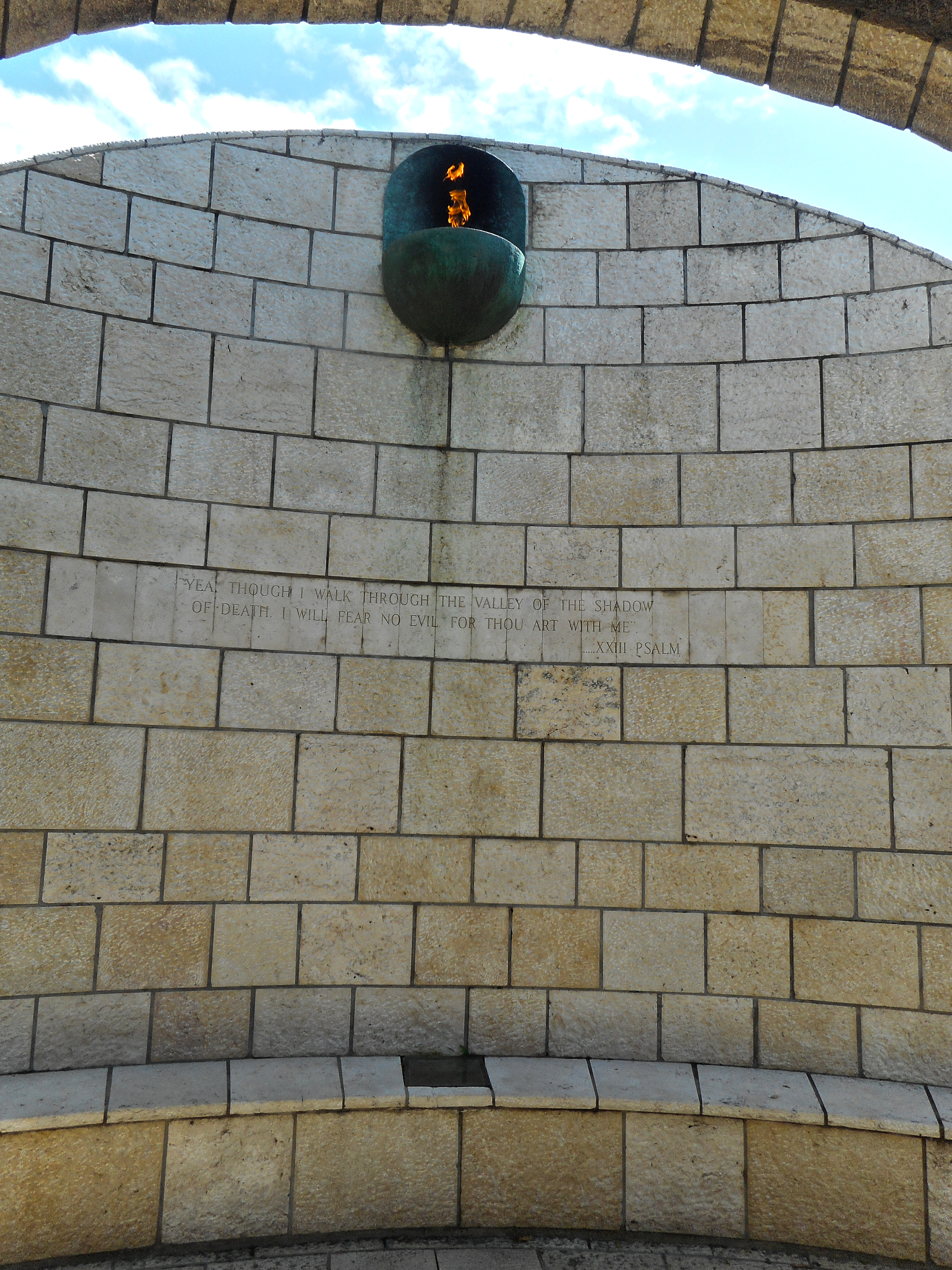
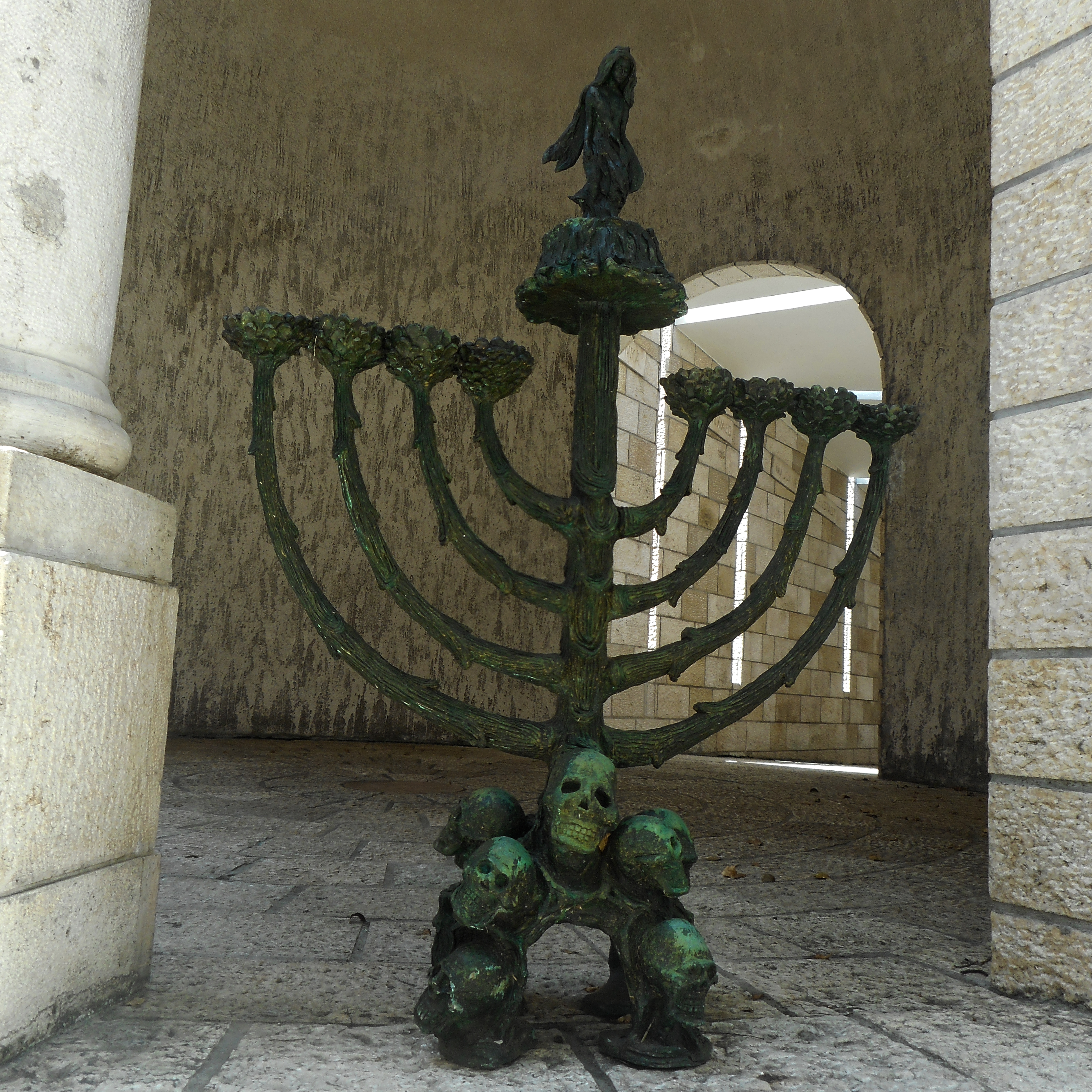
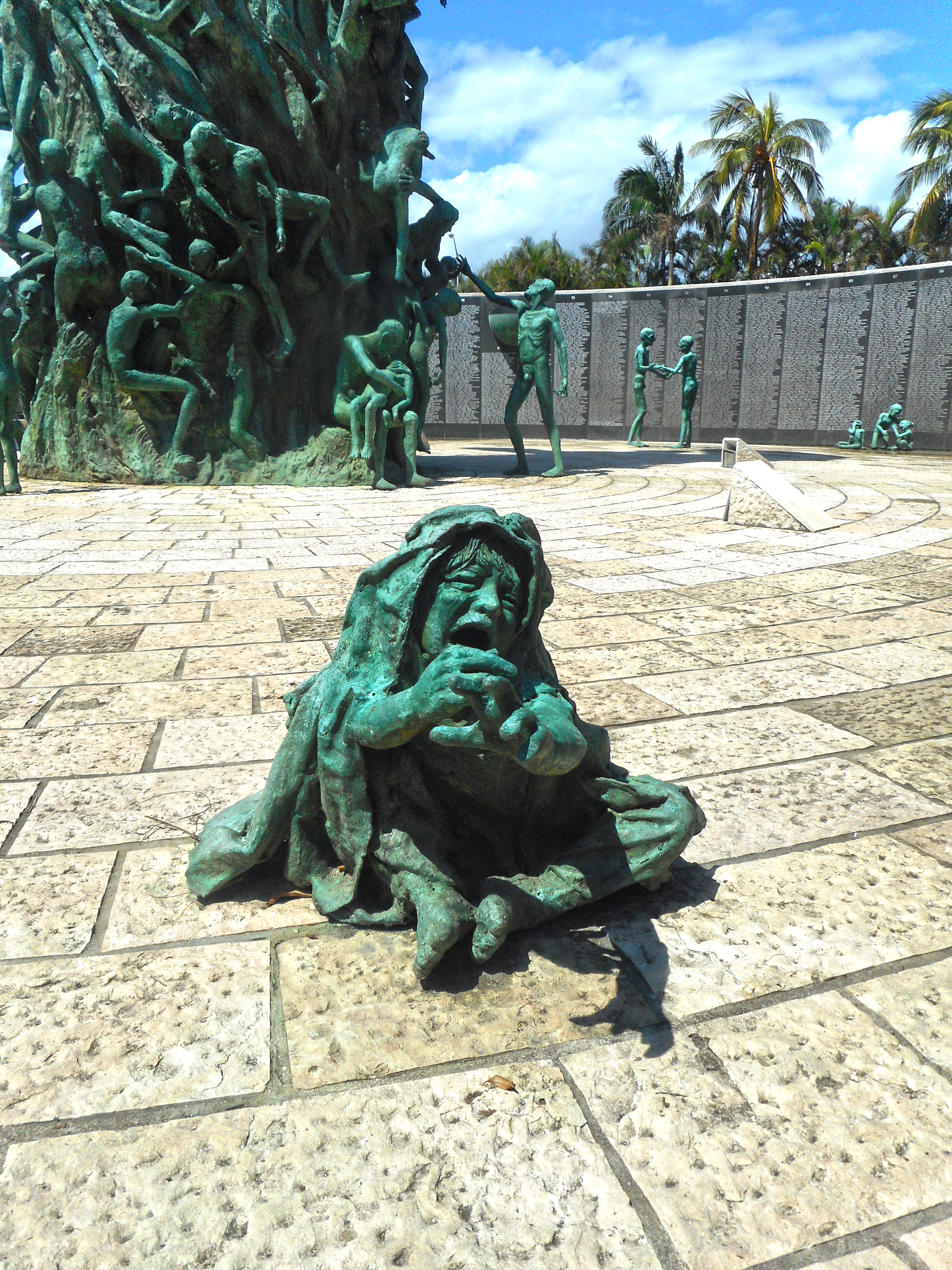
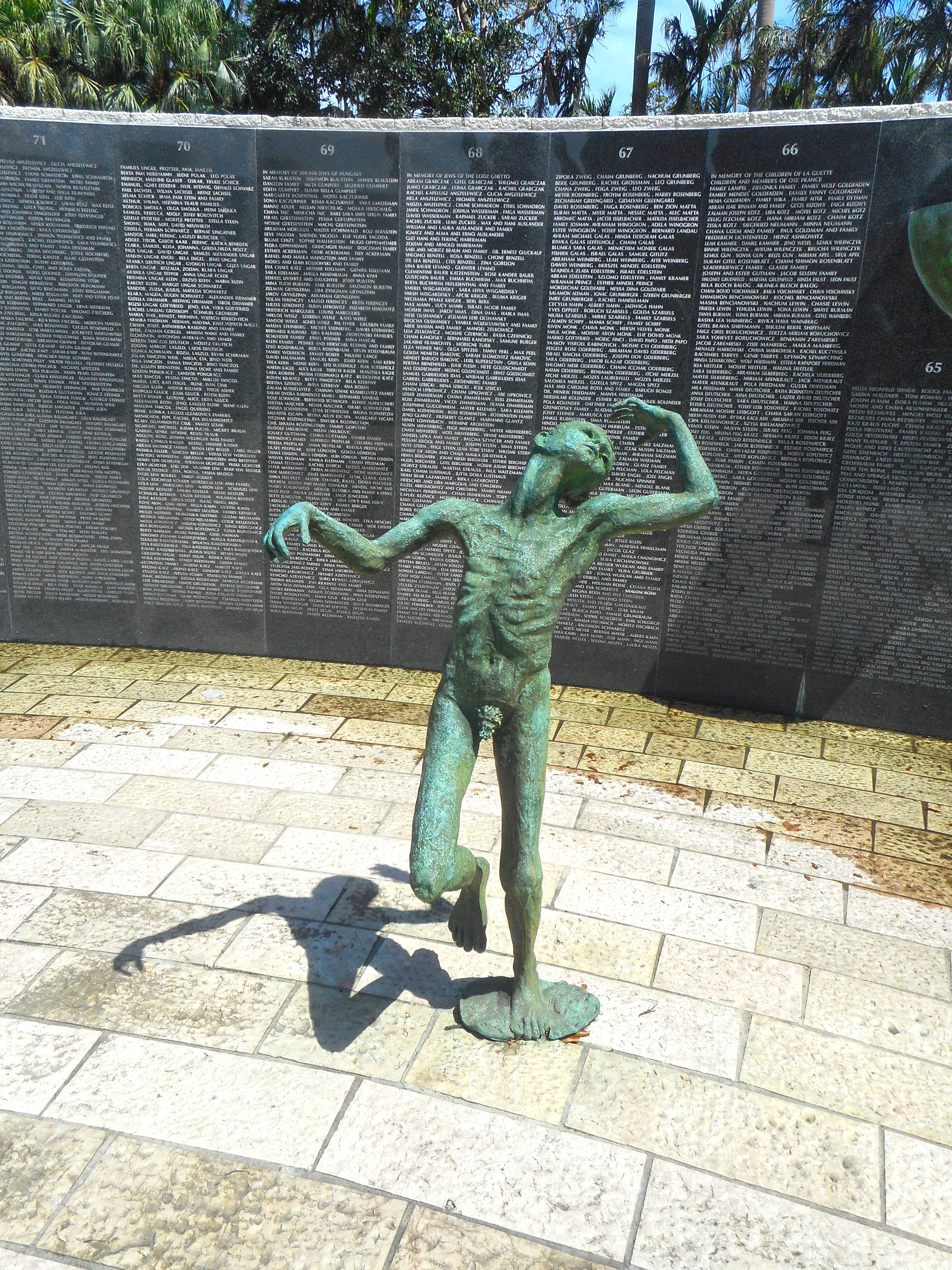
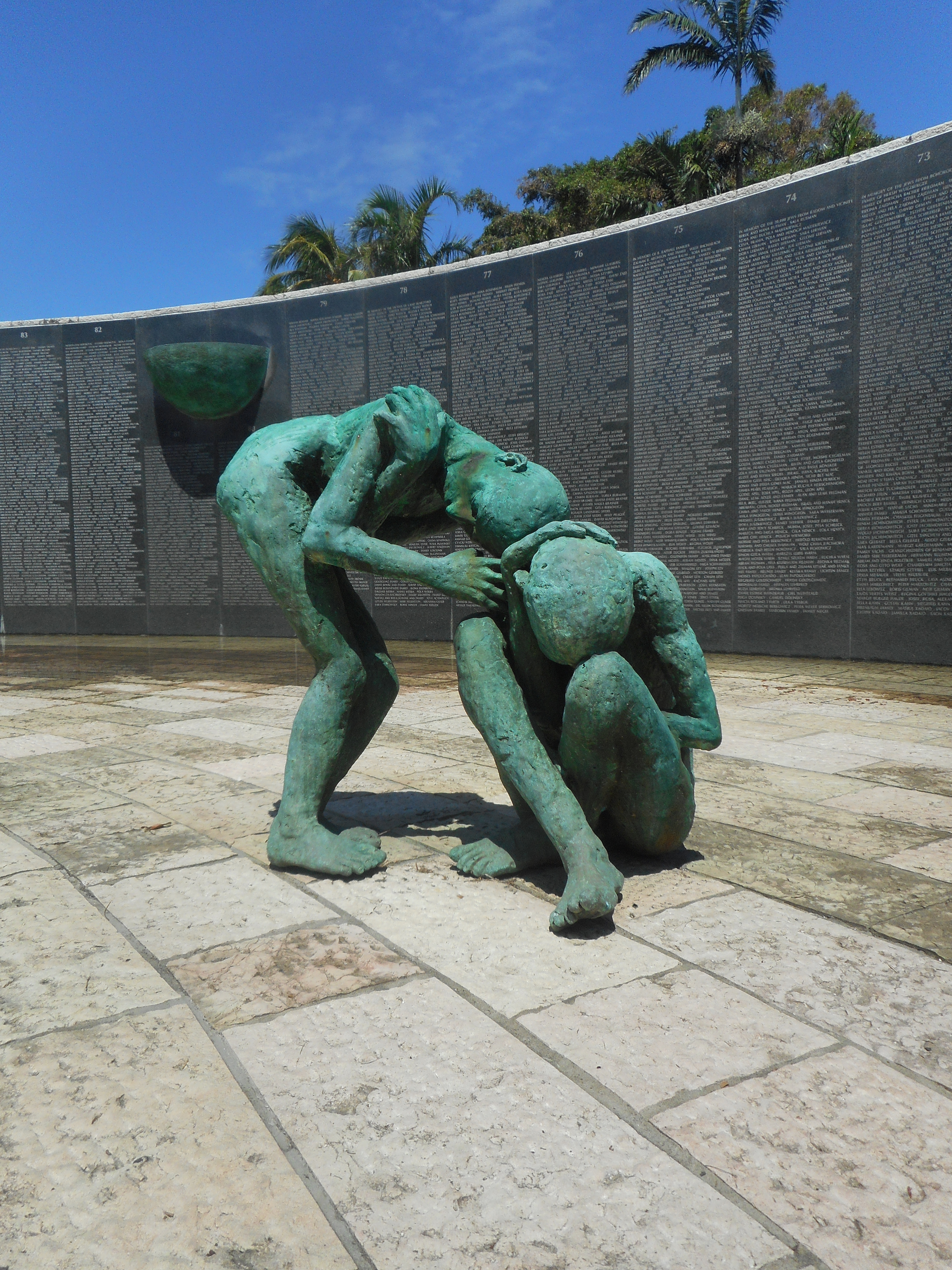
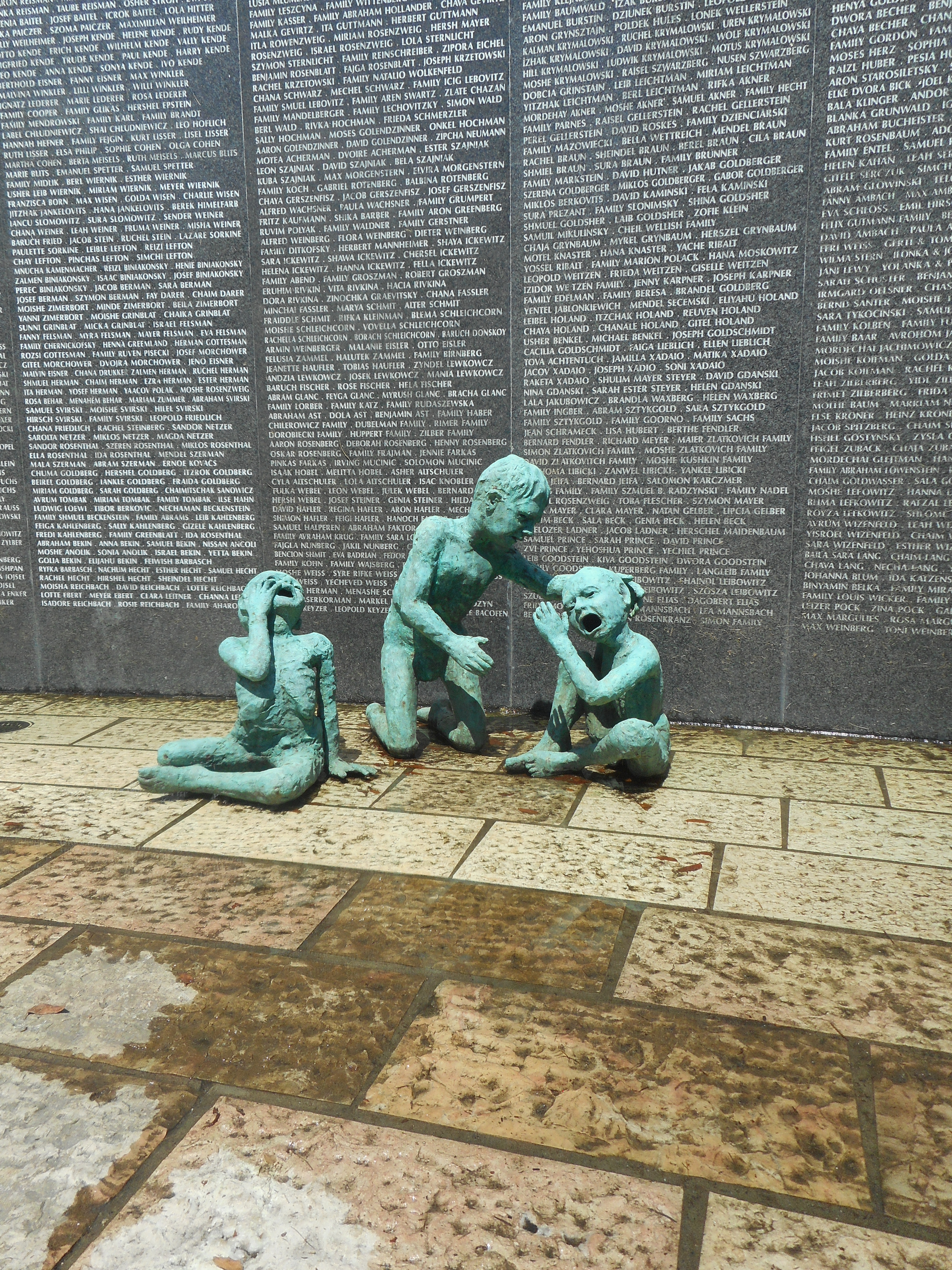
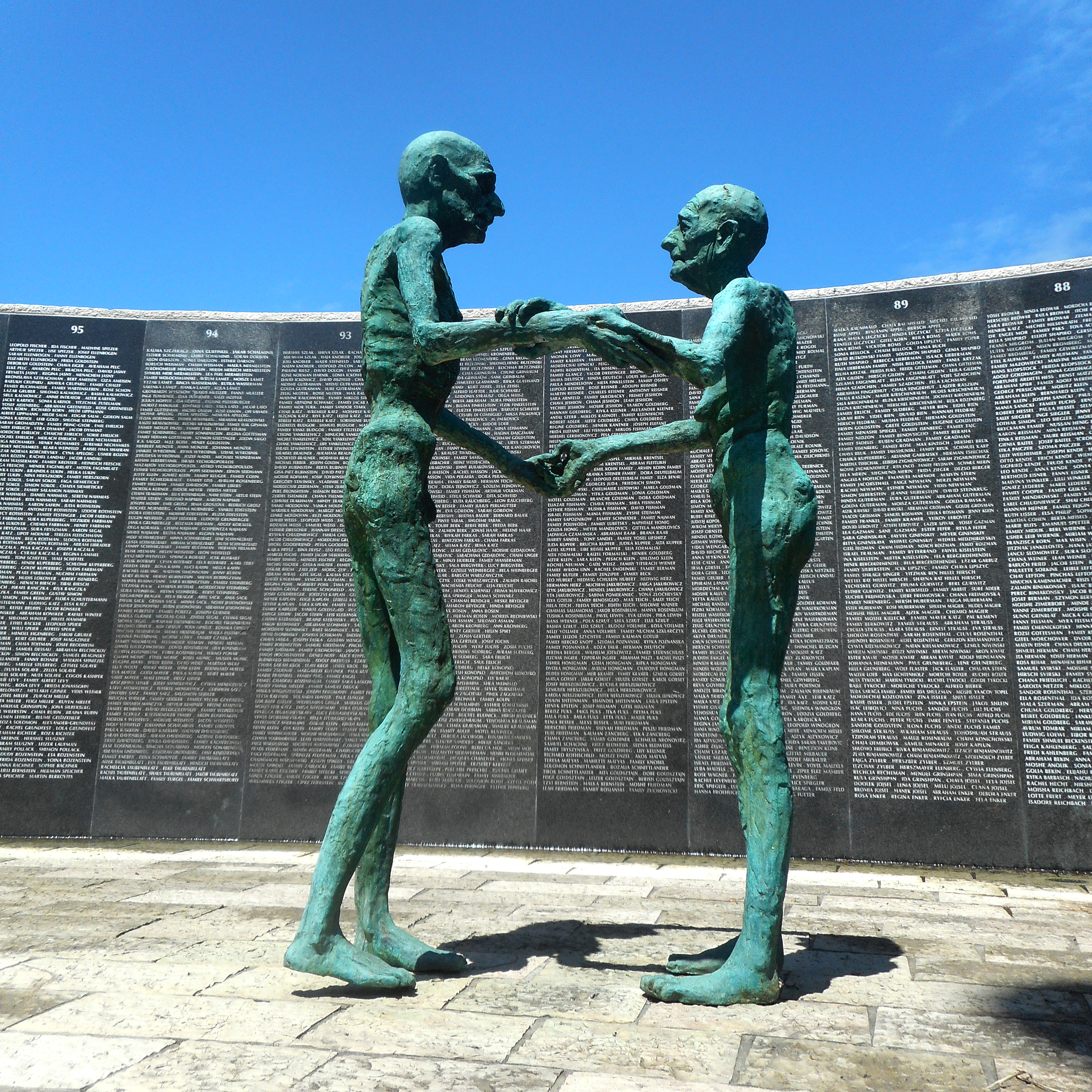
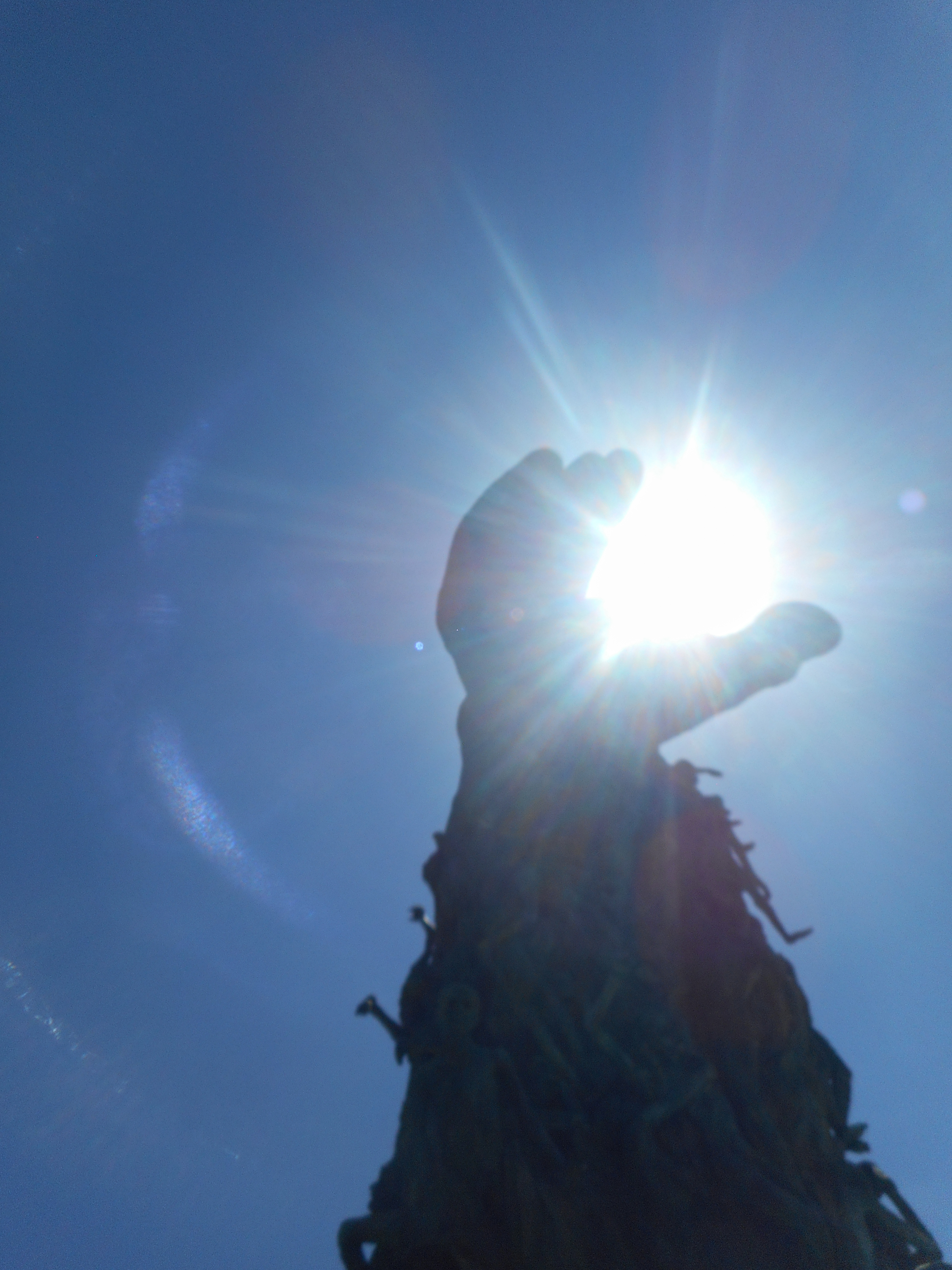
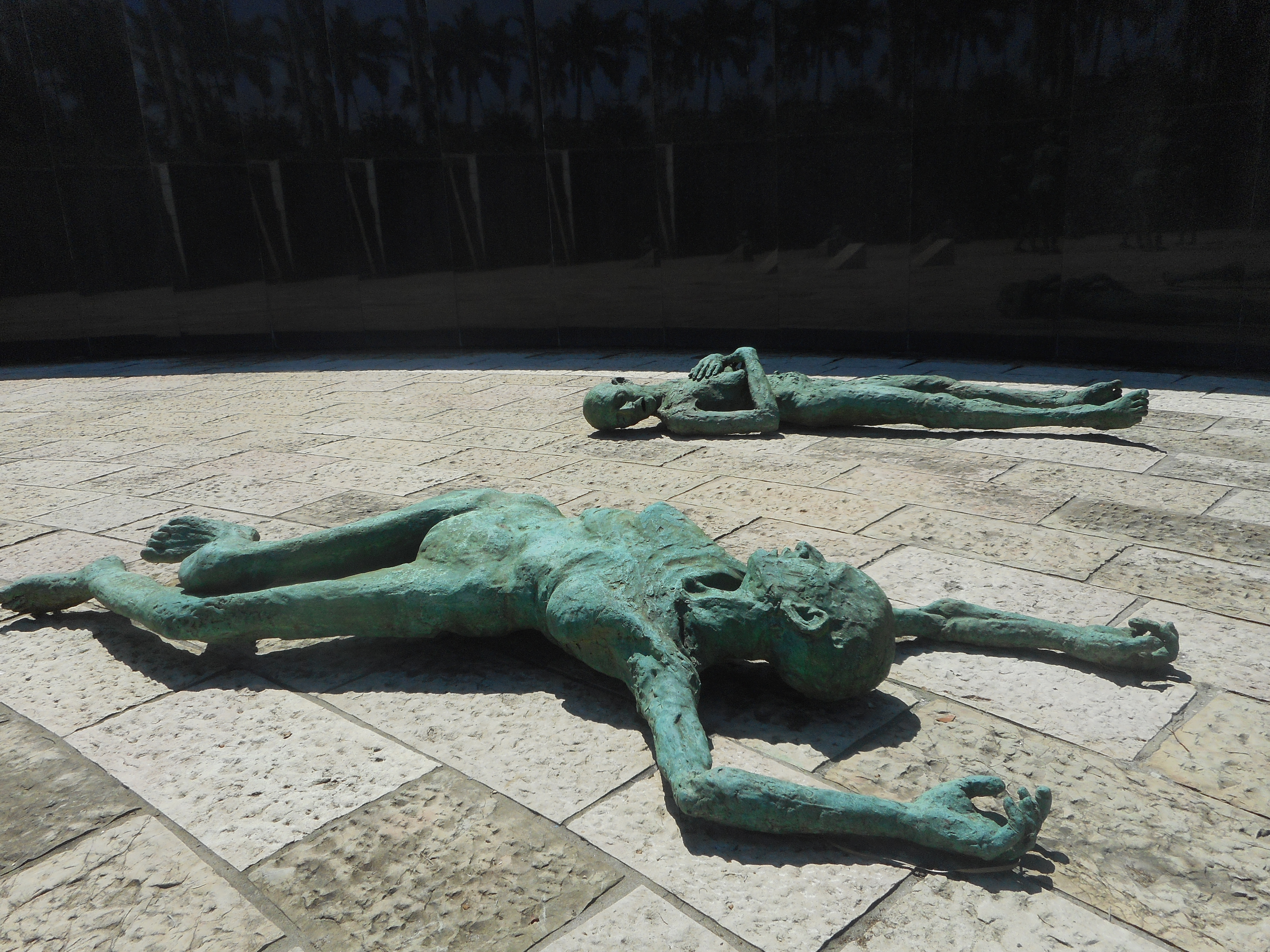
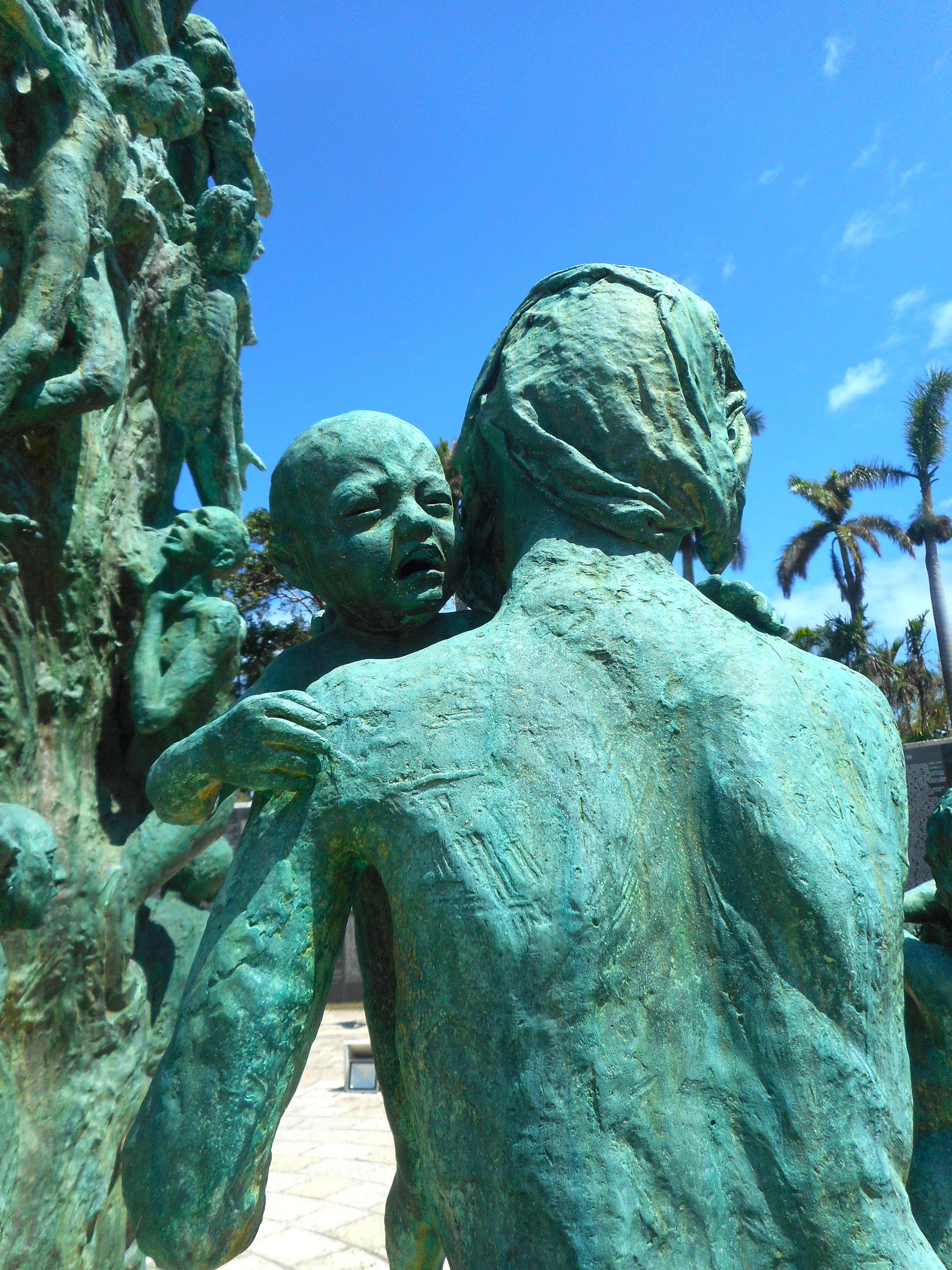
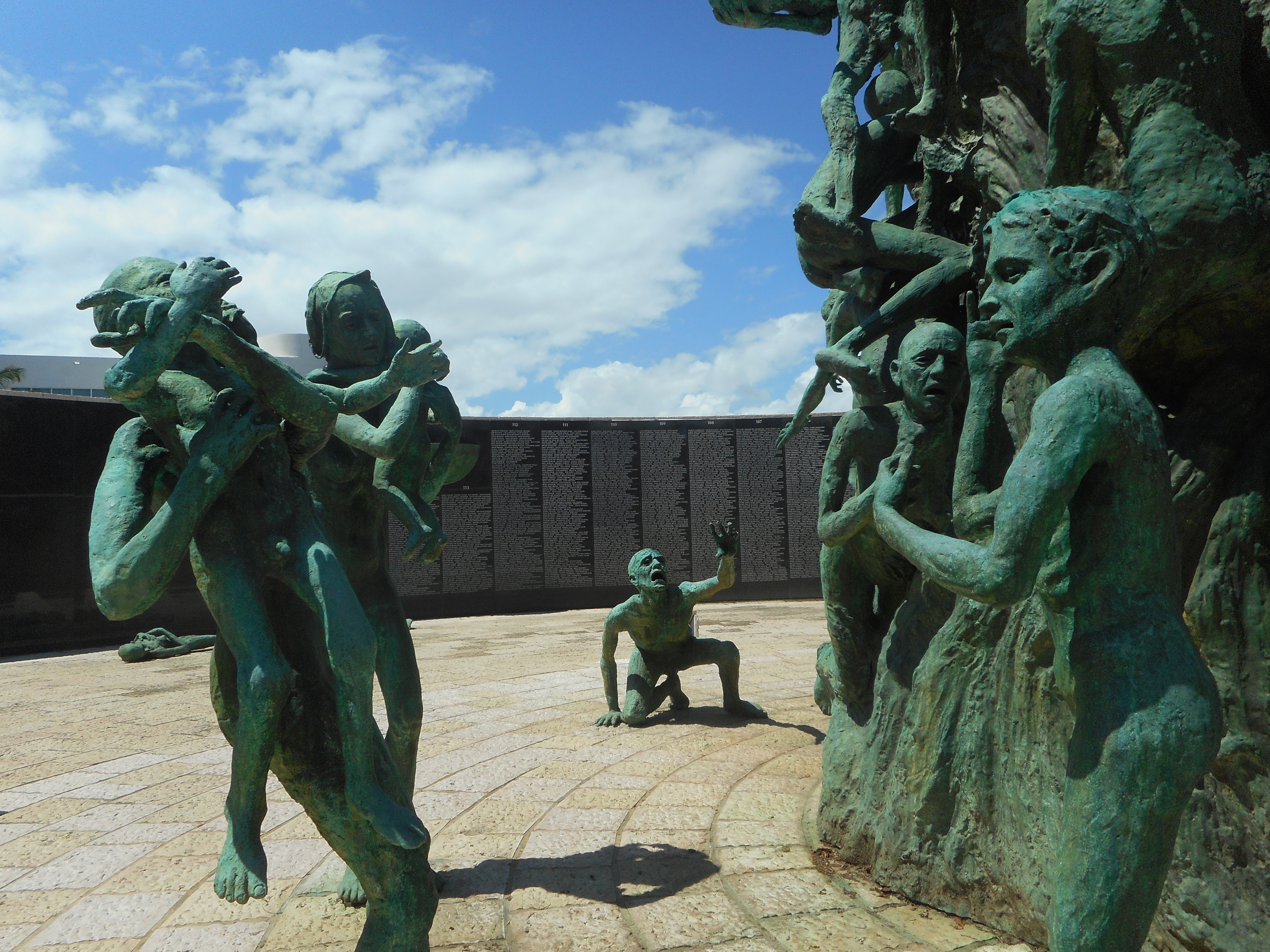
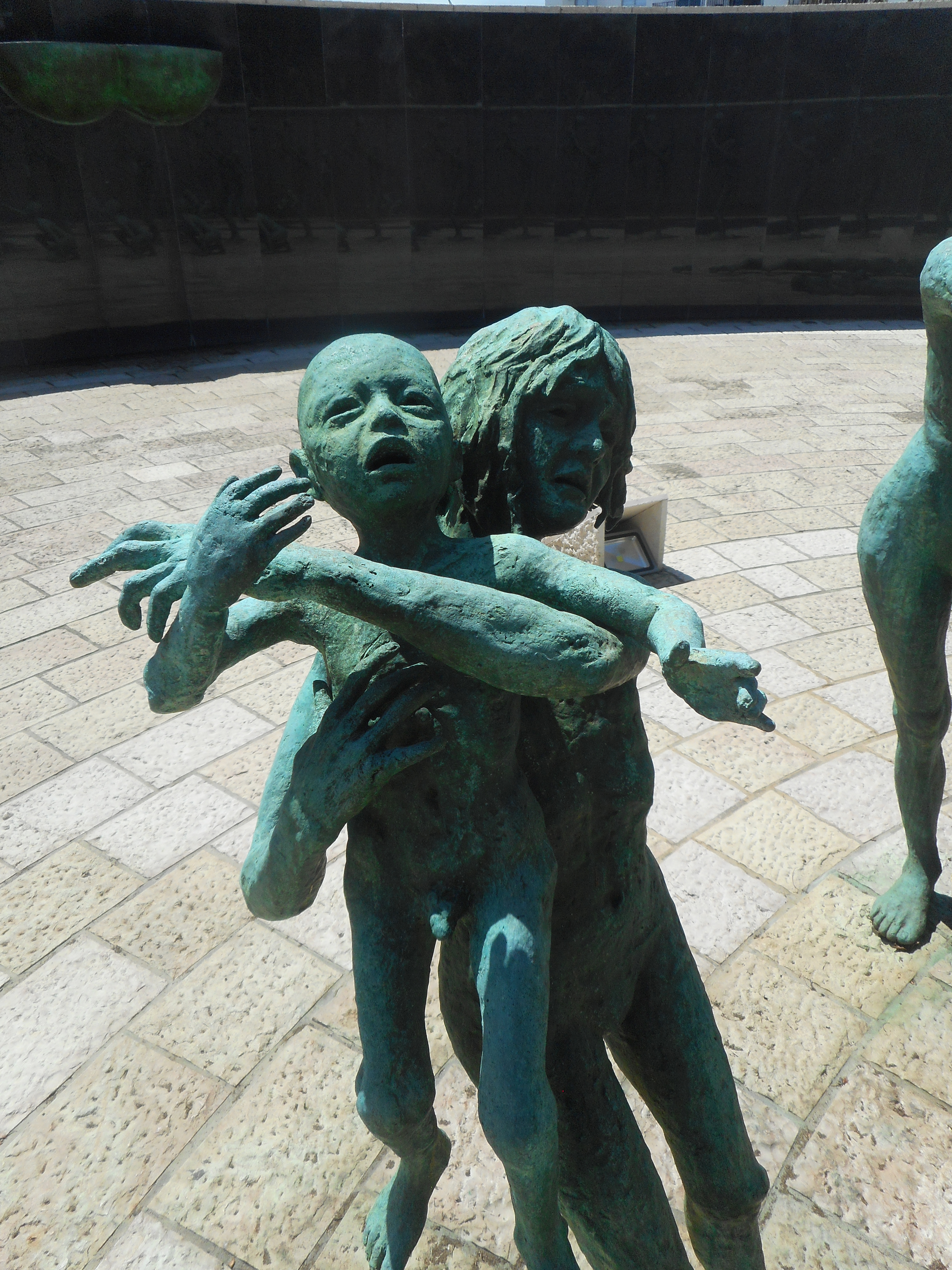
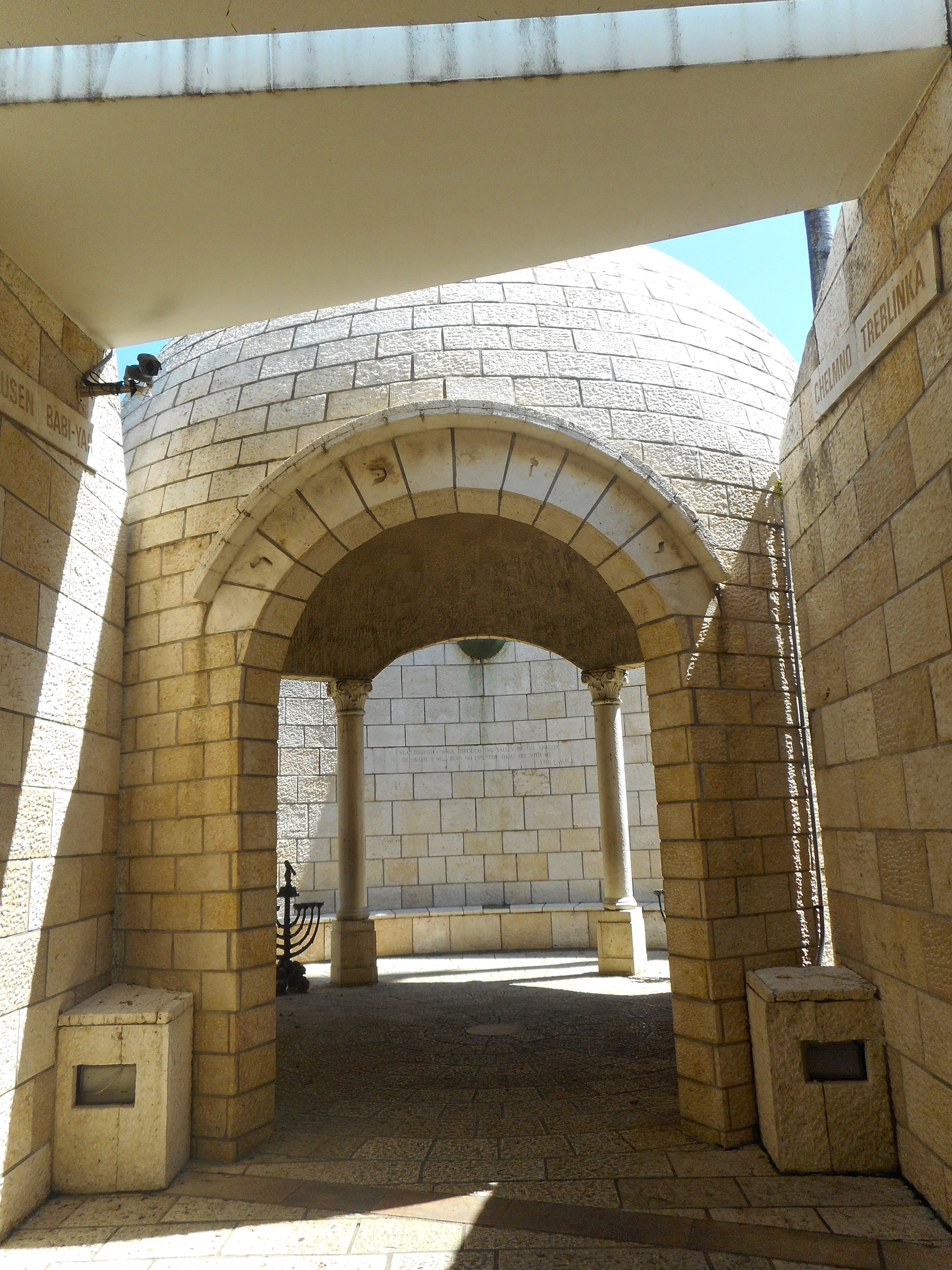
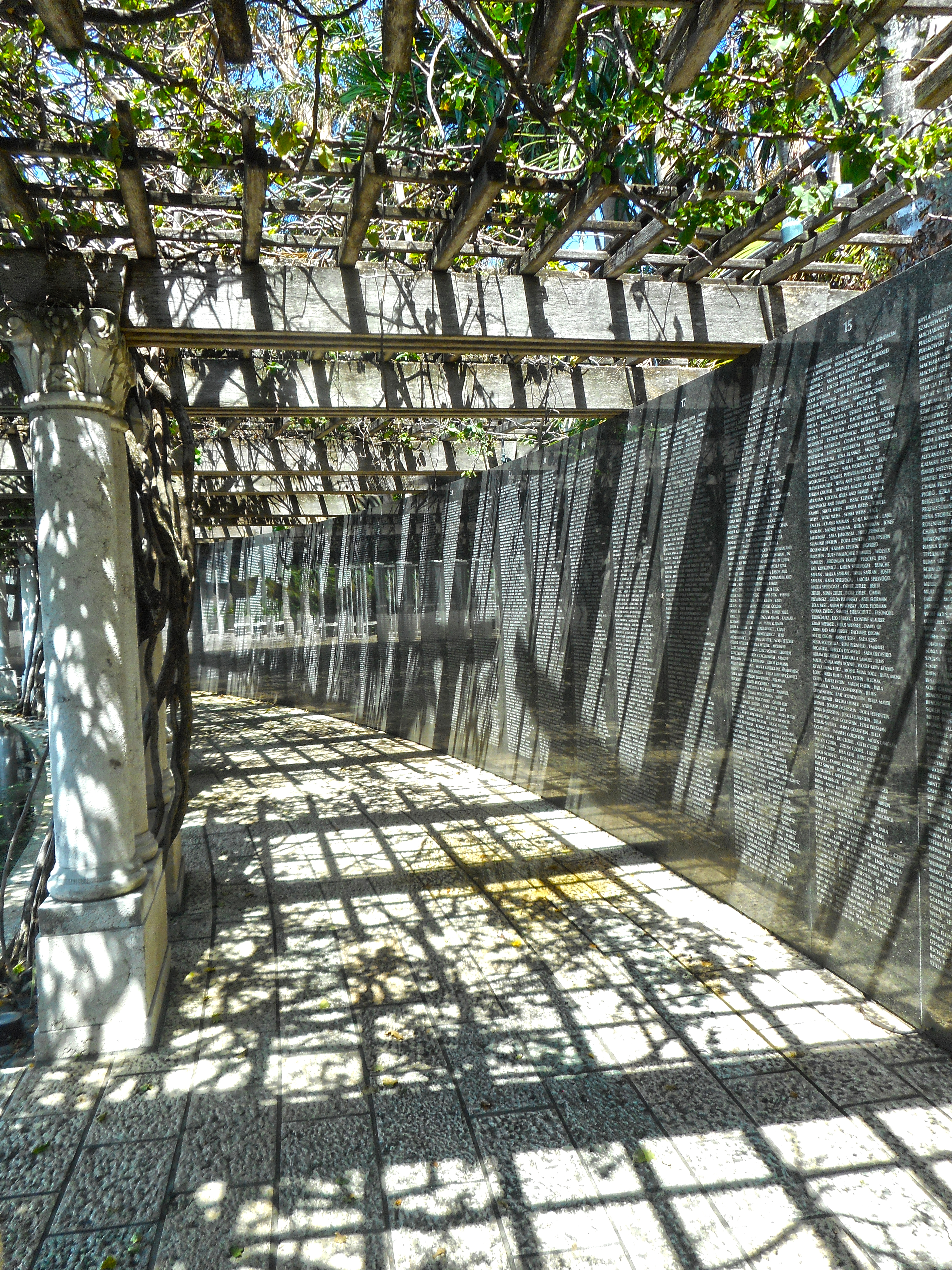
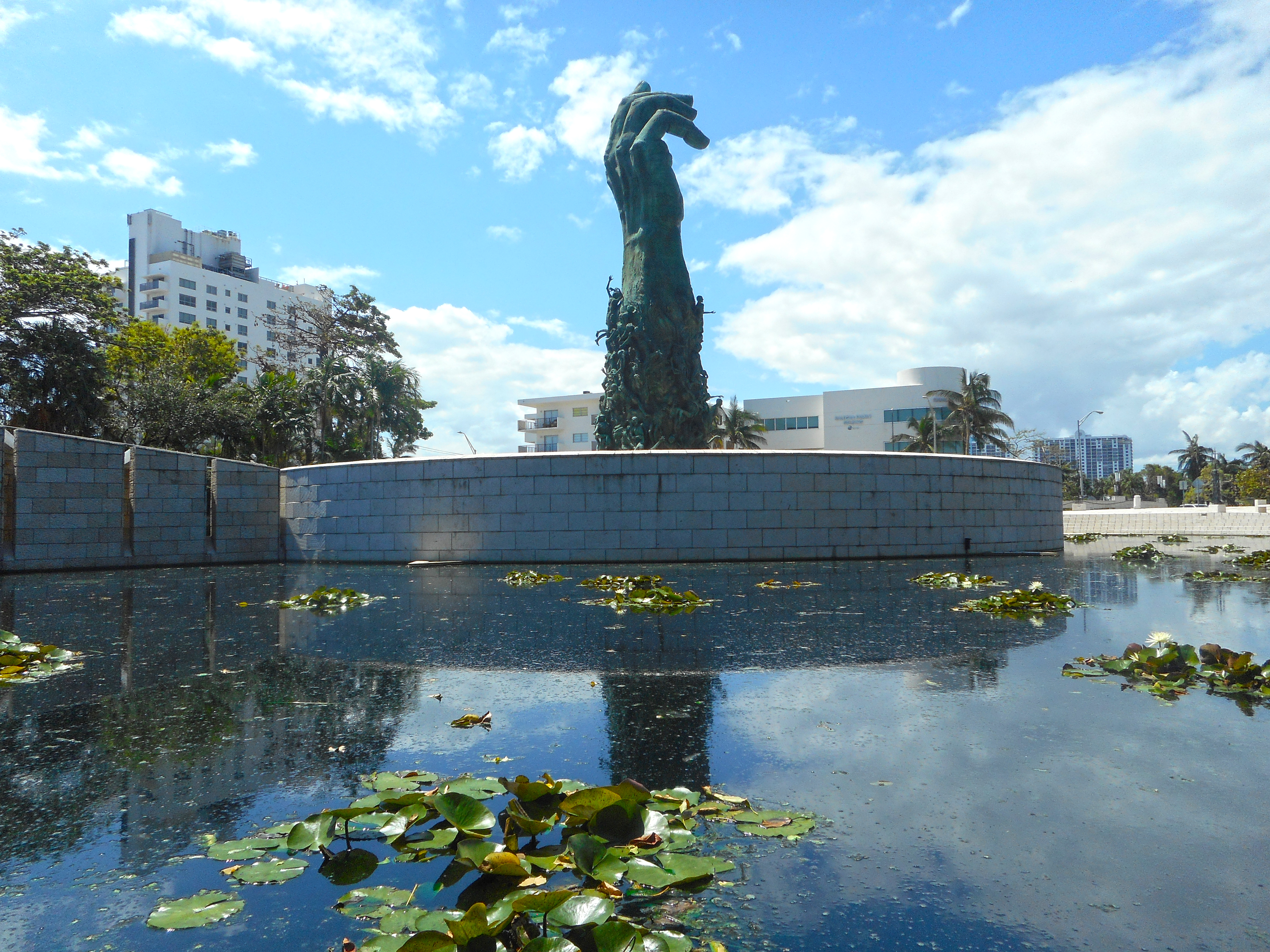
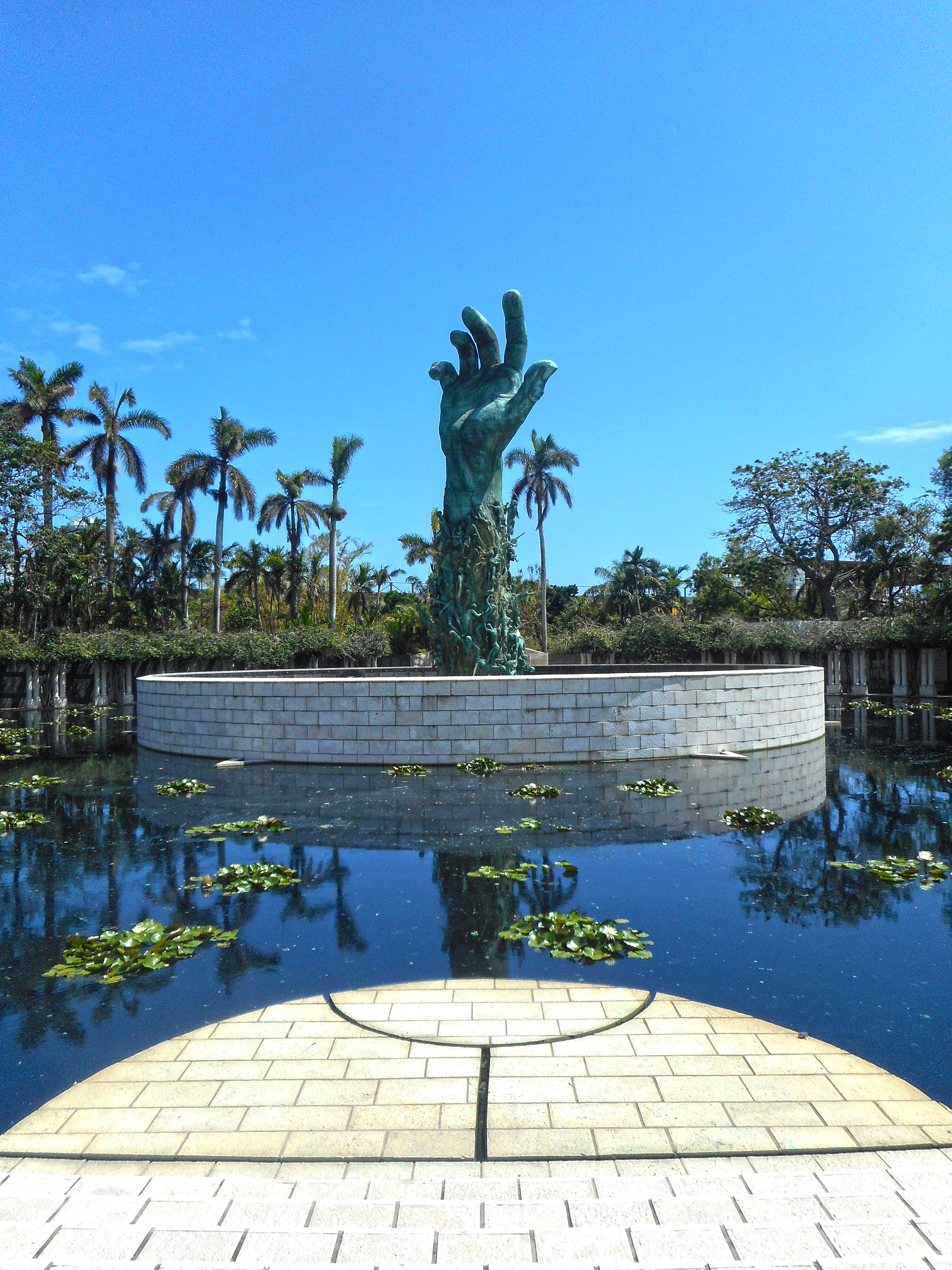
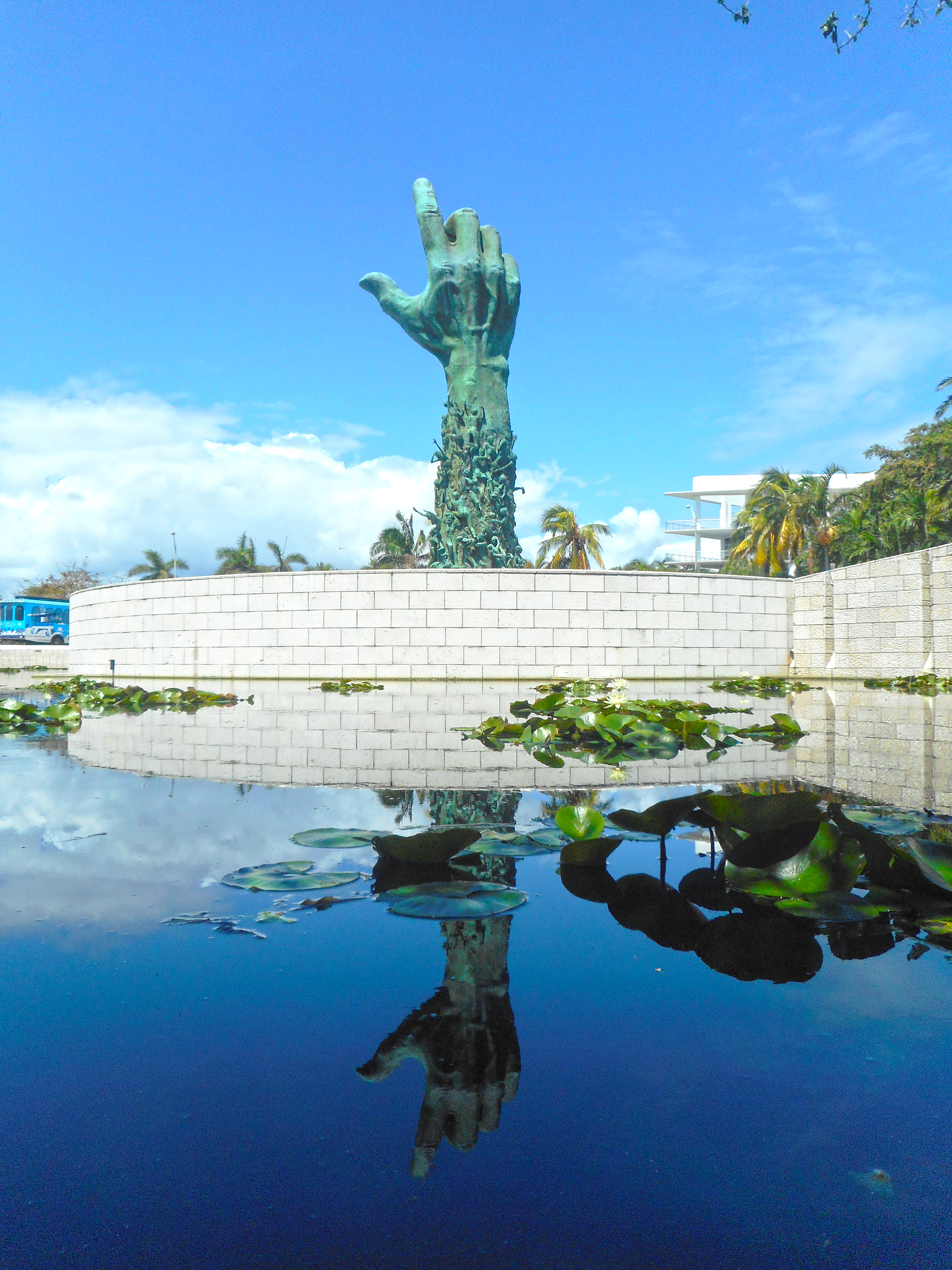